# Pani Chryzantem
Pani Chryzantem – powieść francuskiego kapitana żeglugi wielkiej i pisarza Pierre’a Loti, opublikowana w 1887. Powieść ma charakter autobiograficzny. Odwołuje się do czasowego kontraktowego małżeństwa zawartego z japońską dziewczyną w Nagasaki. W 1897 powieść ukazała się po angielsku w przekładzie Laury Ensor. W 1923 utwór przetłumaczył na język polski Kazimierz Bukowski.
W 1893 André Messager na podstawie książki napisał operę. Stała się ona inspiracją dla Madame Butterfly Giacoma Pucciniego.